# Овде нема несретних туриста
„Овде нема несретних туриста” је југословенски кратки филм из 1990. године. Режирао га је Горан Гајић а сценарио је написао Владислава Визи.

## Улоге
| Глумац            | Улога |
| ----------------- | ----- |
| Мирко Бабић       |       |
| Небојша Бакочевић |       |
| Новак Билбија     |       |
| Тони Лауренчић    |       |
| Предраг Милетић   |       |
| Ален Нури         |       |
| Чедомир Петровић  |       |
| Владан Живковић   |       |